# Fine China (Future e Juice Wrld)
Fine China è un singolo dei rapper statunitensi Future e Juice Wrld pubblicato il 15 ottobre 2018.

## Tracce
1. Fine China – 2:21